# 7418 Акасеґава
7418 Акасеґава (1991 EJ1, 1969 AD1, 1980 DT3, 1992 OF4, 7418 Akasegawa) — астероїд головного поясу, відкритий 11 березня 1991 року.
Тіссеранів параметр щодо Юпітера — 3,540.